# Polararv
Polararv (Cerastium regelii) är en nejlikväxtart som beskrevs av Ostenfeld. Enligt Catalogue of Life ingår Polararv i släktet arvar och familjen nejlikväxter, men enligt Dyntaxa är tillhörigheten istället släktet arvar och familjen nejlikväxter. Arten har ej påträffats i Sverige. Inga underarter finns listade i Catalogue of Life.

## Bildgalleri

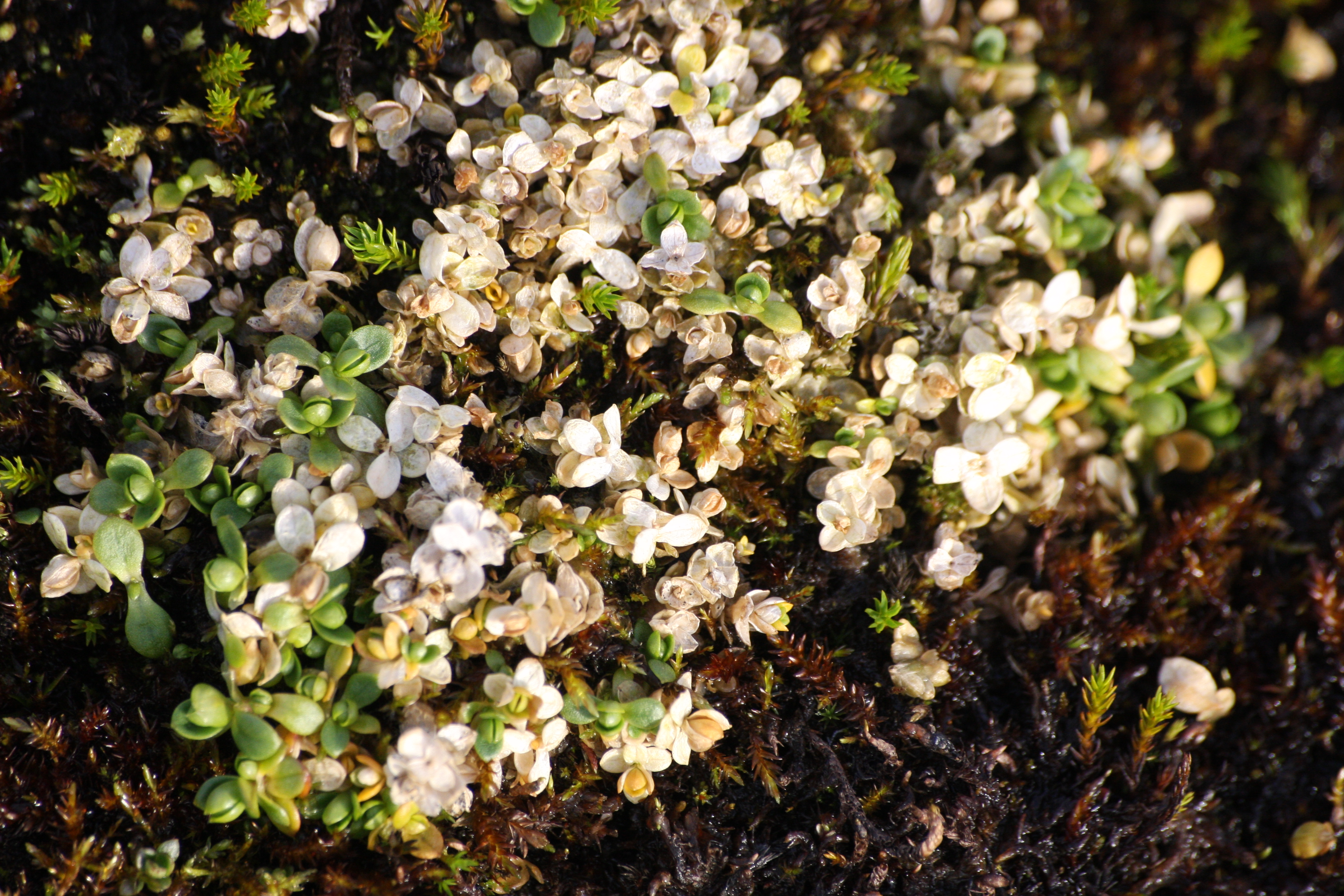